# Aérodrome de Saint-André-de-l'Eure
L’aérodrome de Saint-André-de-l’Eure (code OACI : LFFD) est un aérodrome agréé à usage restreint, situé sur la commune des Authieux à 2 km au sud-ouest de Saint-André-de-l'Eure dans l’Eure (région Normandie, France).
Il est utilisé pour la pratique d’activités de loisirs et de tourisme (aviation légère).

## Installations
L’aérodrome dispose de deux pistes en herbe orientées est-ouest (05/23) :
- une piste longue de 1 100 m et large de 50 ;
- une piste longue de 400 m et large de 40, réservée aux ULM.

L’aérodrome n’est pas contrôlé. Les communications s’effectuent en auto-information sur la fréquence de 118,980 MHz.
L’avitaillement en carburant (100LL) y est possible.

## Activités

### Loisirs et tourisme
- Aéroclub d’Évreux les Authieux
- Club aéronautique de Saint-André-de-l’Eure
- Club ULM de Saint-André-de-l'Eure

### Sociétés implantées
- Maintenance Aéro Service